# Fist of Fury 1991
Pour plus de détails, voir Fiche technique et Distribution.
Fist of Fury 1991 (新精武門1991, Xin jing wu men 1991) est une comédie d'action hongkongaise réalisée par Cho Chung-sing et sortie en 1991 à Hong Kong. Hormis quelques scènes parodiées, par exemple le combat dans le dojo où le Japonais est obligé de manger l'écriteau, le film ne présente aucune similitude avec La Fureur de vaincre (1972, Fist of Fury en anglais) de Bruce Lee, excepté le titre.
Elle totalise 24 245 510 HK$ de recettes au box-office. Sa suite, Fist of Fury 1991 2, sort l'année suivante.

## Synopsis
Lau Ching (Stephen Chow), un garçon de la campagne chinoise, émigre à Hong Kong dans l'espoir d'une vie meilleure. Cela fait analogie aux mêmes événements ayant lieu dans Les Dieux du jeu 2 (1990), confirmé par un bref caméo du « Saint des Joueurs » (également joué par Chow) et de son oncle.
Arrivé à Hong Kong, ses bagages sont volés mais se lie rapidement d'amitié avec le voleur appelé Smart (Kenny Bee). Ensemble, ils tentent d'améliorer leur situation financière par le biais de divers emplois, jusqu'à ce que Smart découvre le talent particulier de Ching, un bras droit extrêmement puissant, et le convainc de participer à un tournoi d'arts martiaux mixtes dans l'espoir de remporter le prix.
Les deux hommes apprennent vite qu'ils doivent s'inscrire auprès d'une école pour pouvoir concourir. Tout en essayant d'entrer dans l'école de Chiu Tung (Shing Fui-on), un combattant qui fait des combats illégaux, ils rencontrent Maître Fok Wan (Corey Yuen), un artiste martial chevronné doté d'un talent remarquable malgré sa maladie, de l'école Fok. Conscient de la bonne nature de Lau et de Smart, Maître Fok décide de les prendre comme élève aux côtés du cruel premier étudiant, Kwok Wai (Wan Yeung-ming (en)), et de la fille de Maître Fok, Fok Man (Sharla Cheung). Il ne faut pas longtemps à Lau et Smart pour commencer à gagner l'affection de celle-ci. Alors qu'ils livrent leurs lettres d'amour, Man croit que la lettre de Smart est celle de Lau et avoue à Smart qu'elle l'aime uniquement comme un frère. Ne pouvant plus rien espérer, Smart décide de jouer à Cupidon pour Lau et Man et de servir d'intermédiaire de leurs lettres d'amour.
Après avoir passé quelques mois comme élève de Maître Fok, Lau retrouve finalement son frère alors que celui-ci est en train de cambrioler l'école, et assiste à la tentative de viol de Man par Kwok. Celui-ci nie les faits et accuse Lau d'avoir commis les deux crimes. Les circonstances étant contre lui, Maître Fok n'a d'autre choix que d'expulser Lau et Smart de l'école. Ils se séparent ensuite, peu après que Lau ait mal interprété les intentions de Smart comme étant de la jalousie.
Guidé par son frère vers quatre vieux professeurs clandestins, Lau décide de participer au tournoi d'arts martiaux mixtes sous l'égide de la « Nouvelle école Jingwu ». Grâce à ses compétences et son entraînement rigoureux, Lau affronte plusieurs adversaires tels que son ancien maître Chiu, tandis que Smart observe discrètement son avancée. Maître Fok, qui a surpris la trahison de Kwok Wai avant le match, reconnaît son erreur à Lau Ching alors que celui-ci l'affronte en demi-finale et lui donne sa bénédiction pour épouser Man. Après un combat long et honorable, Lau triomphe de son ancien maître. Dans les vestiaires, Maître Fok désavoue Kwok et l'expulse de l’école. Incapable de convaincre Maître Fok de le garder, Kwok Wai étrangle son propre maître. Affaibli par la maladie et son combat avec Lau, Maître Fok est incapable de se défendre et meurt.
Avant le match final, Kwok affirme que Maître Fok a succombé à ses blessures du match précédent et défie Lay de le combattre. Lors du dernier combat, Lau est incapable d'affronter Kwok car il se sent trop coupable de la mort de Maître Fok et est en train de perdre contre Kwok. Dans les vestiaires, incapable de supporter sa culpabilité, un des hommes de Kwok Wai avoue la vérité à Man, qui est ensuite empêchée de partir par les autres étudiants. En entendant le bruit, Smart intervient et permet à Man de rejoindre la salle principale. À son arrivée, Lau est presque battu à mort par Kwok. Elle l'encourage et lui dit toute la vérité. N'ayant plus à se sentir coupable, Lau triomphe facilement de Kwok en lui infligeant une rafale de coups de poing, lui permettant ainsi de remporter le tournoi.
Lau et Man aperçoivent ensuite Smart rôder devant la porte du stade avec des blessures. Lau s'excuse de s'être trompé sur ses actions et fait amende honorable pour préserver leur amitié.

## Fiche technique
- Titre original : 新精武門1991
- Titre international : Fist of Fury 1991
- Réalisation : Cho Chung-sing
- Scénario : Jeffrey Lau et Ho Tung
- Photographie : Hai Kit-wai
- Montage : Jimmy Leung et Chan Yuen-kai
- Musique : Lowell Lo et Sherman Chow
- Production : Jeffrey Lau et Corey Yuen
- Société de production : Chun Sing Film
- Société de distribution : D&B Film Distribution
- Pays d'origine :  Hong Kong
- Langue originale : cantonais
- Format : couleur
- Genre : comédie d'action
- Durée : 96 minutes
- Dates de sortie :
  - Hong Kong : 23 mars 1991
  - Corée du Sud : 7 décembre 1991

## Distribution
- Stephen Chow : Lau Ching/le « Saint des Joueurs »
- Kenny Bee : Smart
- Sharla Cheung : Fok Man
- Corey Yuen : Maître Fok Wan
- Wan Yeung-ming (en) : Kwok Wai
- Shing Fui-on : Maître Chiu Tung
- Bowie Wu : l'un des quatre frères
- Bak Man-biu (en) : Bill
- Lee Siu-kei : le chef Hung
- Jeffrey Lau : l'arbitre du tournoi
- Dion Lam (en) : un membre des triades
- Natalis Chan : un homme assistant au tournoi (caméo)
- Josephine Siao : une femme assistant au tournoi (caméo)
- Ng Man-tat : l'assistant du « Saint des Joueurs » (caméo)
- Chen Jing : Frère Leung
- Choh Chung-sing : un homme achetant un journal
- Ha Chi-chun : Flutty Ping